# Bruce Metzger

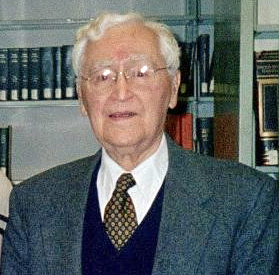
Bruce Metzger

Bruce Manning Metzger (* 9. Februar 1914 in Middletown, Pennsylvania; † 13. Februar 2007 in Princeton) war ein US-amerikanischer Bibelwissenschaftler. Er war Professor für Neutestamentliche Sprache und Literatur am Princeton Theological Seminary. Metzger war einer der führenden Experten für die Textkritik des Neuen Testaments und hat an mehreren Bibelübersetzungen mitgewirkt. Er gehörte zu den Herausgebern des Novum Testamentum Graece von Nestle und Aland.

## Leben
Bruce Metzger beendete das Lebanon Valley College in Annville, Pennsylvania mit einem Bachelor of Arts 1935 und schloss 1938 am Princeton Seminary mit einem Bachelor of Theology ab. 1939 wurde er ordinierter Pfarrer der Presbyterian Church. Im Jahre 1938 begann er am Princeton Theological Seminary zu lehren. Er gehörte dort 46 Jahre lang zur Abteilung für Neues Testament. 1942 promovierte er in Altphilologie an der Princeton University. 1978 wurde er zum korrespondierenden Mitglied der British Academy gewählt. Seit 1986 war er Mitglied der American Philosophical Society.
Bruce Metzger heiratete 1944 Isobel Elizabeth Mackay Metzger, welche ihn zeit seines Lebens bei seiner Arbeit unterstützte. Isobel Mackay war die Tochter  von John A. Mackay, der Präsident des Princeton Seminary war.

## Werke
Bruce Metzger hat acht Jahrzehnte lang publiziert, sein erster Artikel erschien 1938, sein letztes Buch 2006.
Metzger veröffentlichte zahlreiche Kommentare für Bibelübersetzungen und schrieb viele Bücher. Er war Mitarbeiter an diversen neuen Bibelübersetzungen, unter anderem der New Revised Standard Version und der Reader’s Digest Bible. Ebenso war er einer der Herausgeber des Greek New Testament der United Bible Societies und des Nestle-Aland, der wichtigsten Textausgaben des griechischen Neuen Testamentes der letzten Jahrzehnte.
Metzgers Kommentare enthalten oft textkritische Anmerkungen, die dem Leser die literarischen und historischen Hintergründe der Bibel erläutern sollen. Für seine Ansicht, dass für die frühe Kirche bei der Sammlung der Schriften des Neuen Testaments nicht so sehr die göttliche Offenbarung eine Rolle spielte, sondern die Tatsache, dass die Texte von Augenzeugen der damaligen Zeit oder von deren Schülern verfasst worden waren, wurde er von fundamentalistischen Gruppen stark kritisiert.

### Englisch
- The Text of the New Testament: Its Transmission, Corruption, And Restoration (2005)
- New Testament: Its Background, Growth and Content (2003)
- The Oxford Essential Guide to Ideas and Issues of the Bible (2002)
- The Oxford Guide to People & Places of the Bible (2001)
- Greek New Testament (2000 with by Barbara Aland)
- Breaking the Code: Understanding the Book of Revelation : Leader's Guide (1999)
- Revelation 6–16 (Word Biblical Commentary 52b) (1998)
- Reminiscences of an Octogenarian (1997) ISBN 1565632648 (Autobiographie)
- The Canon of the New Testament: Its Origin, Development, and Significance (1997)
- Textual Commentary on the Greek New Testament (1994)
- The Oxford Companion to the Bible (1993)
- The Reader’s Bible (1983)
- Lexical Aids for Students of New Testament Greek (1969)
- List of Words occurring Frequently in the Coptic New Testament (Sahidic Dialect) (1961)
- Introduction to the Apocrypha (1957)
- The Oxford Concise Concordance to the Revised Standard Version of the Holy Bible

### Deutsch
- Faszinierende Welt der Bibel. Von Menschen und Schicksalen, Schauplätzen und Ereignissen, 1995, ISBN 3-451-23975-2
- Der Kanon des Neuen Testaments. Entstehung, Entwicklung, Bedeutung, 1993, ISBN 3-491-71104-5
- Der Text des Neuen Testaments. Eine Einführung in die neutestamentl. Textkritik, Kohlhammer, Stuttgart 1966

### Übersetzungen
- The NRSV Bible with the Apocrypha, Compact Edition (2003)
- Oxford Annotated Apocrypha: Revised Standard Version (1977)
- The New Oxford Annotated Bible with the Apocrypha, Revised Standard Version, Expanded Edition (1977)
- Oxford Annotated Apocrypha: The Apocrypha of the Old Testament (1977)

## Auszeichnungen
- Am 16. November 2000 bekam er den Bible Translation and Utilization Award vom National Council of the Churches of Christ in the U.S.A. verliehen.[3]

## Trivia
Studenten und Mitarbeiter von Bruce Metzger kennen zahlreiche Anekdoten, die seinen Arbeitseifer, sein Wissen und seine Freundlichkeit herausstellen:
Ben Witherington berichtet von einer Eusebius-Vorlesung von Metzger, die von einem aufgeregten Mann unterbrochen wurde, der ein Manuskript schwenkte und rief: „Ich habe hier die älteste Kopie des Markusevangeliums in syrisch!“ Metzger fragte freundlich, ob er einen Blick darauf werfen dürfe. Nach einer knappen Minute gab er das Manuskript zurück und meinte: „Wirklich sehr interessant, aber keine syrische Markus-Kopie. Es handelt sich um ein bohairisches Manuskript aus dem 6. Jahrhundert, das nicht besonders bemerkenswert ist.“